# Atelier 231
L'Atelier 231 est un Centre national des arts de la rue et de l'espace public. Il se situe à Sotteville-lès-Rouen.

## Histoire
Fondée par Daniel Andrieu, l’Atelier 231 est situé sur une friche industrielle dédiée à la création des arts de la rue. L’Atelier 231 est l’un des 14 Centres Nationaux labellisés par le Ministère de la Culture.
En 1997, la ville de Sotteville-lès-Rouen rachète les locaux pour en faire un lieu de production de spectacles de rue.
D’abord pôle régional des arts de la rue, l’Atelier 231 est inauguré par Catherine Trautmann, Ministre de la Culture et de la Communication, le 19 novembre 1998 ; et devient association le 1er janvier 2002. Le 5 février 2005, il devient Centre National des Arts de la Rue. L'Atelier 231 est ensuite labellisé par le Ministère de la Culture et de la Communication le 31 août 2010.

### Le site
L’Atelier 231 est implanté dans une friche industrielle datant de 1878. 
La société Alcard-Buddicom, constructrice de locomotives depuis 1841, y installe alors ses ateliers dit de «chaudronnerie de fer» composés de trois halls de fabrication, un petit pour le rangement des outils, perceuses, raboteuses et étaux limeurs et deux plus grands pour la construction des chaudières.
Le bâtiment, de 75 mètres de long et de 9 mètres de large, est élevée avec une charpente métallique, des briques et du verre.
Épargnée par les bombardements alliés de 1944, l’activité industrielle y perdurera jusque dans les années 1980. 

## La Pacific 231
Pourquoi 231 ? Tout simplement pour rendre hommage à la célèbre locomotive Pacific 231 G 558 remisée dans un des halls, et classée monument historique  Classé MH (1984) :
- 2 pour le nombre d’essieux porteurs à l’avant,
- 3 pour les essieux moteurs,
- 1 pour l’essieu porteur à l’arrière.

La maquette géante de la Pacific 231 à l’échelle 1.4, réalisée majoritairement en bois peint imitant la tôle par Jean-Paul Goude à l’occasion du bicentenaire de la Révolution, a été acquise par la municipalité et a retrouvé l’ancien lieu de fabrication des chaudières, où elle est exposée.